# 1150-ті
Високе Середньовіччя •  Золота доба ісламу •  Реконкіста  •  Київська Русь

## Події

### Київська Русь
Усе десятиліття в Київській Русі тривала міжусобна боротьба між князями, до якої залучалися чужоземці та степові народи: половці та чорні клобуки. 1151 року Ізяслав Мстиславич за підтримки киян, чорних клобуків та угорців прогнав із Києва Юрія Довгорукого. Він не був старшим у своєму роді, тому запросив на спільне правління В'ячеслава Володимировича. 
1154 року помер спочатку Ізяслав, а через місяць його дядько В'ячеслав, і до Києва викликали Ростислава Мстиславича зі Смоленська. Кияни бажали б бачити на престолі сина Ізяслава Мстислава, але він не був старшим у роді, передавати владу суздальському князю Юрію Довгорукому, ніхто з роду не хотів. Ростислав Мстиславич не зміг втримати владу, його змістив чернігівський князь Ізяслав Давидович. 
1155 року Київ з підтримкою половців та галичан захопив Юрій Довгорукий. 1157 року його отруїли, і престол знову захопив Ізяслав Давидович. Він намагався ліквідувати загрозу з боку Мстислава Ізяславича, але під Білгородом його зрадили берендеї, і йому довелося втікати. Попри те, що Мстислав був найдіяльнішим князем із свого роду, і його, як і батька, любили в Києві та серед берендеїв, він не був старшим, і поступився престолом своєму дядькові Ростиславу зі Смоленська. 
Галицький князь Володимирко Володарович підтримував Юрія Довгорукого, і на початку десятиліття потрапив у загрозливе становище, коли на нього пішов Ізяслав Мстиславич із угорцями, однак угорський король Гейза II вирішив не знищувати його, якщо він пообіцяє повернути захоплені міста. Володимирко своєї обіцянки не виконав, а 1153 року помер.  Спроба Мстиславичів повалити його сина Ярослава Осмомисла завершилася невдало. 1159 року на Галицьке князівство пішов Іван Берладник, але Ярослав Осмомисл  відбив його напад. 
Чернігівське князівство перейшло до Святослава Ольговича 1157 року, коли Ізяслав Давидович захопив київський престол. Він не дозволив Ізяславу Давидовичу повернутися після втрати Києва. 
Після смерті Юрія Довгорукого 1157 року його син Андрій Боголюбський підпорядкував собі братів у Суздалі, Муромі й Рязані. Утворилося Володимиро-Суздальське князівство зі столицею у Володимирі-на-Клязьмі. У Андрія була взаємна нелюбов із Києвом. Він став називати себе великим князем володимиро-суздальським і фактично відділив свої землі від Київської Русі. Він навіть попросив Царгород прислати йому окремого митрополита, але патріарх відмовив. Андрій Боголюбський, утім, мав значну військову потугу й добрі стосунки з половцями. Ізяслав Давидович, втративши як Київ, так і Чернігів став шукати його підтримки. 
Між 1156 та 1160 роками на замовлення волинського князя Мстислава Ізяславича споруджено Успенського собору у Володимирі (Волинському).

### Західна Європа
1152 року помер король Німеччини Конрад III, так і не отримавши титулу імператора. Новим королем Німеччини обрали Фрідріха Гогенштауфена, пізніше відомого як Барбаросса. Фрідріх пішов походом в Італію й 1155 року змусив папу римського Адріана IV коронувати себе імператором Священної Римської імперії. Надалі стосунки зі святим престолом у нього не склалися. Коли Адріан IV помер, й кардинали обрали новим папою Олександра III, він підтримав альтернативну кандидатуру Віктора IV. До кінця десятиліття Барбаросса вів війну в Італії проти міст-республік, намагаючись підкорити їх імперії.
Відбулася певна реорганізація в імперії. Австрійська марка стала герцогством, а князь Богемії Владислав II отримав титул короля. 
Ще в 1140-х римляни спробували організувати в себе самоуправління на зразок інших міст Італії. Утворилася Римська комуна, яка намагалася обмежити світську владу пап. Активним критиком пап був Арнольд Брешіанський.  1155 року папа Адріан IV наклав на місто інтердикт, змусивши римлян скоритися. Фрідріх Барбаросса видав йому Арнольда Брешіанського, і того спалили як єретика. Все ж, Олександру III довелося покинути Рим і перебратися до Франції, оскільки Барбаросса підтримував Віктора IV. Олександр III, утім, наклав анафему як на імператора, так і на антипапу.
Після смерті Рожера II 1154 року Сицилійське королівство успадкував його син Вільгем, якого прозвали Злим. Незабаром спалахнув бунт на півдні Італії, який підтримала Візантія, висадивши там свої війська. Однак, Вільгельм зумів придушити повстання. 1158 року він змусив папу римського Адріана IV підписати в Беневенто угоду, яка затверджувала права сицилійського короля. Сицилійські нормани захопили портові міста в Північній Африці, однак до кінця десятиліття Альмохади їх відвоювали.
Громадянська війна в Англії 1135—1154 років завершилася зі смертю короля Стефана Блуаського. Англійський трон отримав Генріх II Плантагенет. Зважаючи на його військові успіхи в Нормандії та на одруження з Елеонор Аквітанською, йому дісталася також значна частина території сучасної Франції.
У Данії 1157 року загинули обидва претенденти на королівський трон Кнуд V та Свен III. До влади прийшов Вальдемар I, прозваний пізніше Великим. Він почав серію походів на вендів.
Після вбивства 1156 року Сверкера Старшого, Ерік Єдвардссон залишився єдиним королем Швеції, але його теж убили 1160 року, і трон отримав Магнус II Генріксен.
Угорський король Геза II зазнав поразки від візантійських військ і став шукати союзників на Заході, склавши омаж імператору Конраду III. Польща була роздробленою, Болеслав IV Кучерявий залишався великим князем.
Після смерті Альфонсо VII Кастилія і Леон розділилася на дві окремі держави.

### Близький Схід
Рено де Шатільйон став князем Антіохії 1153 року. Він воював як із сельджуками, так і з Візантією, пограбувавши, зокрема Кіпр. Однак, 1159 року візантійський імператор Мануїл I Комнін увійшов в Антіохію й змусив його просити вибачення. 1160 року князь потрапив у полон до Нур ад-Діна, де йому довелося просидіти 16 років.
1153 року Нур ад-Дін захопив Дамаск, 1155 року — Баальбек.
В Єрусалимському королівстві 1153 року Балдуїн III відсторонив від правління свою матір Мелісенду. У серпні того ж року він взяв Ашкелон, останню твердиню Фатімідів у Палестині.
В Єгипті, де правили Фатіміди, на кінець десятиліття склалася кризова ситуація через правління малолітніх халіфів.

### Решта світу
В Японії відбулися дві смути Хоґен та Хейдзі. Як наслідок клан Тайра переміг клан Мінамото.
Столиця Цзінь перемістилася в Пекін. Чжурчжені вели війни з монголами. 
Гуриди спалити Газні й витіснили Газневідів на північ Індії. У Середній Азії почали набирати силу Хорезмшахи, здобувши кілька перемог над сельджуками та каракитаями.